# Bătălia de la Tannenberg (1914)
Bătălia de la Tannenberg a fost o luptă între forțele armate ale Imperiului Rus și cele ale Imperiului German, desfășurată în cadrul Primului Război Mondial. Confruntarea a avut loc între Armatele I și a II-a ruse pe de o parte și Armata a VIII-a germană pe de altă parte, bătălia desfășurându-se între 17 august și 2 septembrie 1914, și încheindu-se cu înfrângerea zdrobitoare ale celor două armate ruse și moartea unuia dintre cei doi comandanți ruși, Alexandr Samsonov, în pofida superiorității ruse. Bătălia este notabilă pentru mișcarea rapidă a unor trupe cu ajutorul trenului, permițând unei singure armate germane să-și concentreze forțele pe rând împotriva celor două armate rusești. Pe de altă parte, rușii s-au confruntat cu mari probleme privind transportarea trupelor, din cauza diferenței de ecartament a liniei ferate rusești (mai mari) față de cea din restul Europei. La Tannenberg raportul dintre forța armatelor ruse față de cea germană a fost de 29:16 (aproape dublu).
O serie de bătălii următoare au slăbit și mai mult armata rusă, ducând în final la ieșirea Imperiului Rus din război. Rezultatul bătăliei a fost o înfrângere categorică a rușilor (aceștia fiind încercuiți). Au fost capturați peste 95.000 de soldați ruși, alți 30.000 fiind uciși sau răniți. Pentru transportarea armamentului rusesc capturat (printre care peste 500 de tunuri) a fost necesar aportul a șase trenuri.
La sfârșitul războiului, a fost ridicat un monument în cinstea ostașilor căzuți în luptă. Acesta a fost distrus ulterior de autoritățile poloneze, în 1927.

## Premise
În 1914 Imperiul german, conform strategiei sale a trimis șapte armate pe Frontul de Vest ca să îngenuncheze cât mai repede Franța prin Planul Schlieffen, considerând că Rusia este un inamic secundar. Germania avea în plan, ca după învingerea rapidă a Franței să-și deplaseze forțele armate în est, astfel că a lăsat pe Frontul de Est doar Armata a 8-a germană. Mobilizarea rusă însă a avut loc mult mai repede decât s-au gândit germanii. În  mai puțin de o lună, rușii au fost capabili să înființeze zece armate complete, cu un efectiv total mai mare decât forțele armatei germane de pe ambele fronturi, astfel ajungându-se în situația că la Tannenberg numărul militarilor ruși era aproape dublu față de cea a germanilor.
Armatele imperiale ruse au invadat Prusia Răsăriteană având ca obiectiv ocuparea orașului Königsberg. Datorită superiorității, șansele erau inițial favorabile rușilor. Primul contraatac a armatei imperiale germane a fost respins la 20 august la Gumbinnen. După această înfrângere, comandantul german al sectorului, Maximilian von Prittwitz, temându-se că va fi încercuit de ruși, a ordonat retragerea armatei după râul Vistula, cedând toată Prusia Răsăriteană rușilor. Pentru această acțiune, de fugă din fața inamicului, von Prittwitz a fost demis și deferit curții marțiale. La data de 23 august 1914, comanda Armatei a 8-a a fost preluată de Paul von Hindenburg, care a reluat ofensiva armatei germane, în calitate de șef de stat major fiind numit Erich Ludendorff, unul dintre eroii campaniei din Belgia.

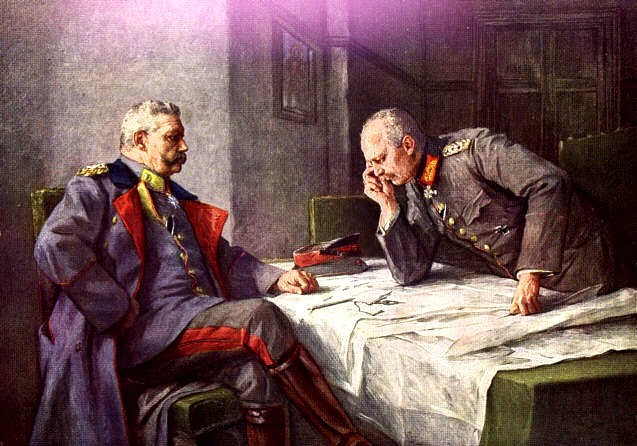
Hindenburg și Ludendorff, pictură din 1928

Armata germană era plasată la sud-vest de Königsberg, iar cele două armate rusești la est (Armata I-a sub comanda lui Paul von Rennenkampf) și la sud (Armata a II-a sub comanda lui Alexander Samsonov). 
Germanii au interceptat comunicațiile rusești, aflând că cei doi generali ruși se detestă reciproc și faptul că între cele două armate există un spațiu liber. 

### Preludiulː 17-22 august
Armata I-a a lui Rennenkampf a trecut frontiera la 17 august, deplasându-se încet spre vest. Acest lucru s-a întâmplat mai repede, decât anticipaseră rușii, deoarece mobilizarea rusească a început în secret în 25 iulie și nu la 30 iulie, cum a proclamat Țarul.. Ei au fost atacați la Stallupönen de către o divizie a Corpului I german sub comanda generalului locotenent Hermann von François. Rușii au fost împinși înapoi și au pierdut 3.000 oameni, care au căzut prizonieri, dar Corpul I german a primit ordin de la Prittwitz, care nu autorizase atacul, să se retragă în orașul Gumbinnen pentru a-și concentra forțele.
Prittwitz a atacat lângă Gumbinnen pe 20 august, când a aflat din mesajele interceptate că infanteria lui Rennenkampf se odihnea. Corpul I german era în stânga lui Rennenkampf, Corpul VIII comandat de Lt. Gen. August von Mackensen în centru și Corpul de Rezervă comandat de Gen. Otto von Below pe dreapta.
Un marș nocturn a permis uneia dintre diviziile lui François să lovească flancul drept al Corpului XX rus la ora 04:00. Oamenii lui Rennenkampf s-au adunat pentru a rezista cu putere atacului. Artileria rușilor a fost devastatoare până când au rămas fără muniție, apoi rușii s-au retras. Atacurile Corpului I au fost oprite la ora 16:00 pentru a-i odihni pe oamenii slăbiți de căldura toridă a verii. François era sigur că vor putea câștiga a doua zi. În stânga sa, Corpul XVII al lui Mackensen a lansat un atac frontal viguros, dar infanteria rusă a rămas fermă. În acea după-amiază, artileria grea rusă a ripostat - infanteria germană a fugit în panică, artileria lor a mai slăbit și s-a alăturat celor ce se retrăgeau. Prittwitz a ordonat Corpului I și Corpului I de rezervă să întrerupă acțiunea și să se retragă. La prânz îi telefonase feldmareșalului von Moltke de la OHL (Oberste Heeresleitung, Cartierul General Suprem) pentru a-i raporta că totul mergea bine; în acea seară a sunat din nou pentru a raporta dezastrul. Problemele lui au fost agravate deoarece un mesaj interceptat a dezvăluit că Armata a II-a rusă includea cinci corpuri și o divizie de cavalerie, iar cercetașii aerieni au văzut coloanele lor trecând granița. Li s-a opus un singur corp german întărit, Corpul XX, comandat de locotenentul general Friedrich von Scholtz. Prittwitz, entuziasmat, dar neconcludent, a discutat cu Moltke vestea înfiorătoare în acea seară la telefon, strigând unii la alții. La 20:23, Armata a 8-a a telegrafiat OHL-ului că se va retrage în Prusia de Vest.

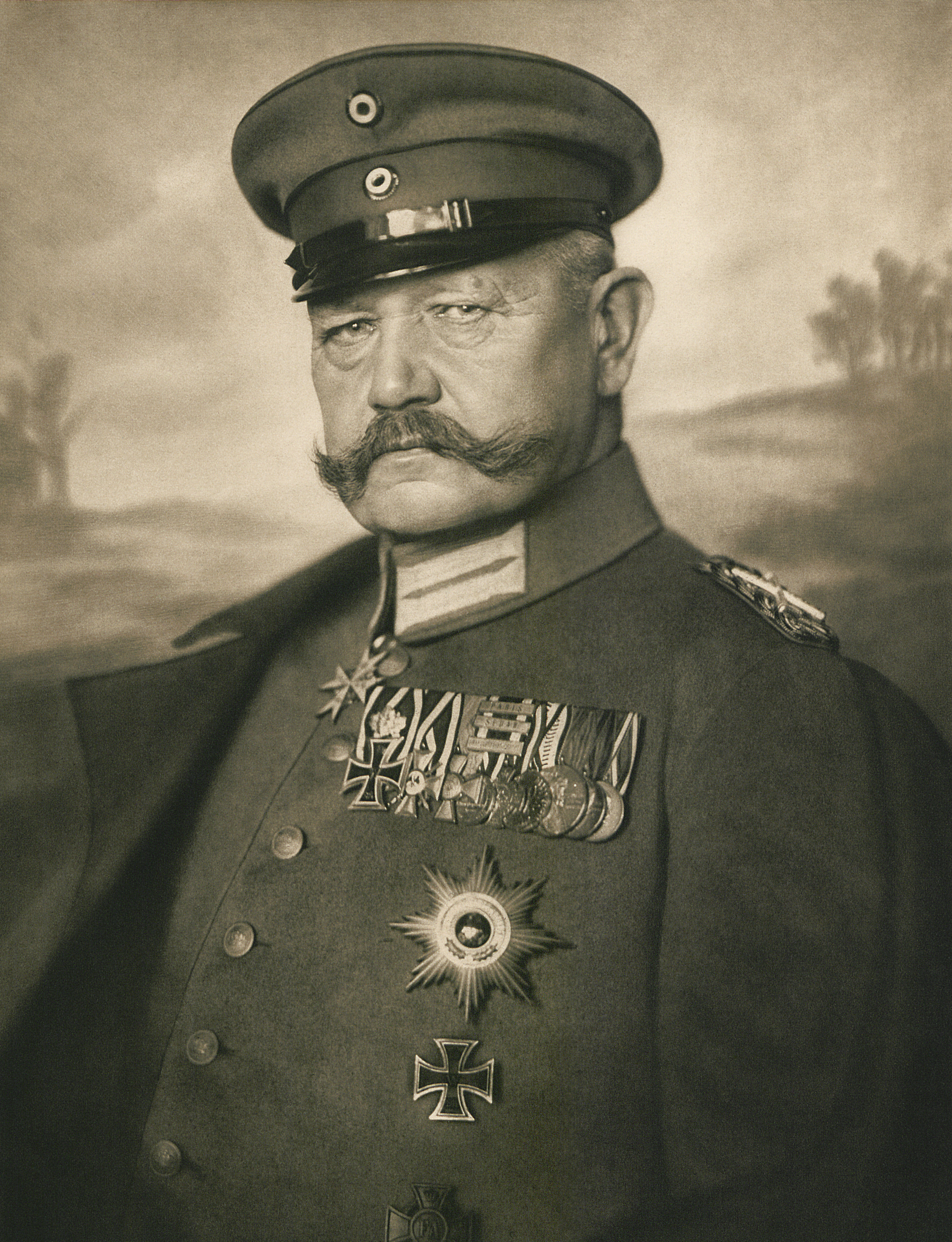
Generalfeldmarschall Paul von Hindenburg

Cu toate acestea, până în dimineața următoare, 21 august, personalul Armatei a VIII-a și-a dat seama că, deoarece Armata a II-a a lui Samsonov era mai aproape de punctele de trecere de lângă Vistula, trebuie să își mute majoritatea forțelor pentru a se alătura corpului XX pentru a-l bloca pe Samsonov înainte ca acesta să se poată retrage în continuare. Acum lui Moltke i s-a spus că se vor retrage doar pe o distanță scurtă; François a protestat direct Kaiserului în legătură cu superiorii săi panicați. În acea seară, Prittwitz a raportat că divizia 1 de cavalerie germană a dispărut, pentru a dezvălui mai târziu că au respins cavaleria rusă, capturând câteva sute de ruși. Cu toate acestea, până atunci Moltke decisese deja să-l înlocuiască atât pe Prittwitz, cât și pe șeful său de cabinet, Alfred von Waldersee. În dimineața zilei de 22 august, înlocuitorii lor, generalul col. Paul von Hindenburg și generalul-maior Erich Ludendorff, au fost anunțați cu privire la noile lor misiuni. 
:143–144

## Legături externe
- en  FirstWorldWar.com: Battle of Tannenberg